# 보스코마렝고
보스코마렝고(it; 피에몬테어: Ël Bòsch pms)는 이탈리아 피에몬테주 알레산드리아도에 있는 도시이자 코무네로, 토리노에서 남동쪽으로 약 80 킬로미터 (50 mi) 떨어져 있고, 알레산드리아에서 남동쪽으로 약 12 킬로미터 (7 mi) 떨어져 있다.
보스코마렝고는 다음 코무네와 접한다: 알레산드리아, 바살루초, 카살체르멜리, 프레소나라, 프루가롤로, 노비리구레, 포촐로포르미가로, 프레도사, 토르토나.

## 핵 농축 공장
보스코마렝고에는 1973년에 가동을 시작한 핵 농축 우라늄 공장이 있었다. 이 부지는 2005년에 이탈리아 원자력 시설 해체 기관인 SOGIN에 인계되었고, 2008년 12월에 해체하기로 결정되었다. 이 과정은 2021년 12월 31일에 완료되었다.

## 인물
- 교황 비오 5세 (1504–1572)
- 미켈레 보넬리 (1541–1598), 추기경이자 교황 외교관.
- 안토니오 살바레차 (1902–1985), 오페라 테너